# Europaparlamentsvalet i Nederländerna 2019
Europaparlamentsvalet i Nederländerna 2019 ägde rum torsdagen den 23 maj 2019. Valet gäller samtliga 26 av Nederländernas mandat i Europaparlamentet. Resultatet gav att Arbetarpartiet med toppkandidaten Frans Timmermans i spetsen blev största parti.
Valdeltagandet väntas ha ökat något i valet och landa på 41 procent. I valet 2014 var valdeltagandet drygt 37 procent.
Nederländerna organiserar sitt EU-val i en enda valkrets för hela landet. Medborgare och boendet i landet har automatiskt rösträtt. Utomlands boende medborgare måste registrera sig. Detta inkluderar även dem i Aruba, Curaçao och Sint Maarten som tekniskt sett inte är en del av landet Nederländerna.

## Resultat
Forum för demokrati och 50PLUS var nya partier att ta mandat. Frihetspartiet och Socialistiska partiet förlorade alla sina mandat. Arbetarpartiet, Folkpartiet för frihet och demokrati, Grön vänster tog nya mandat medan Kristdemokratisk appell och Demokraterna 66 förlorade mandat.